# Groupe d’Intervention de la Police Nationale d’Haïti

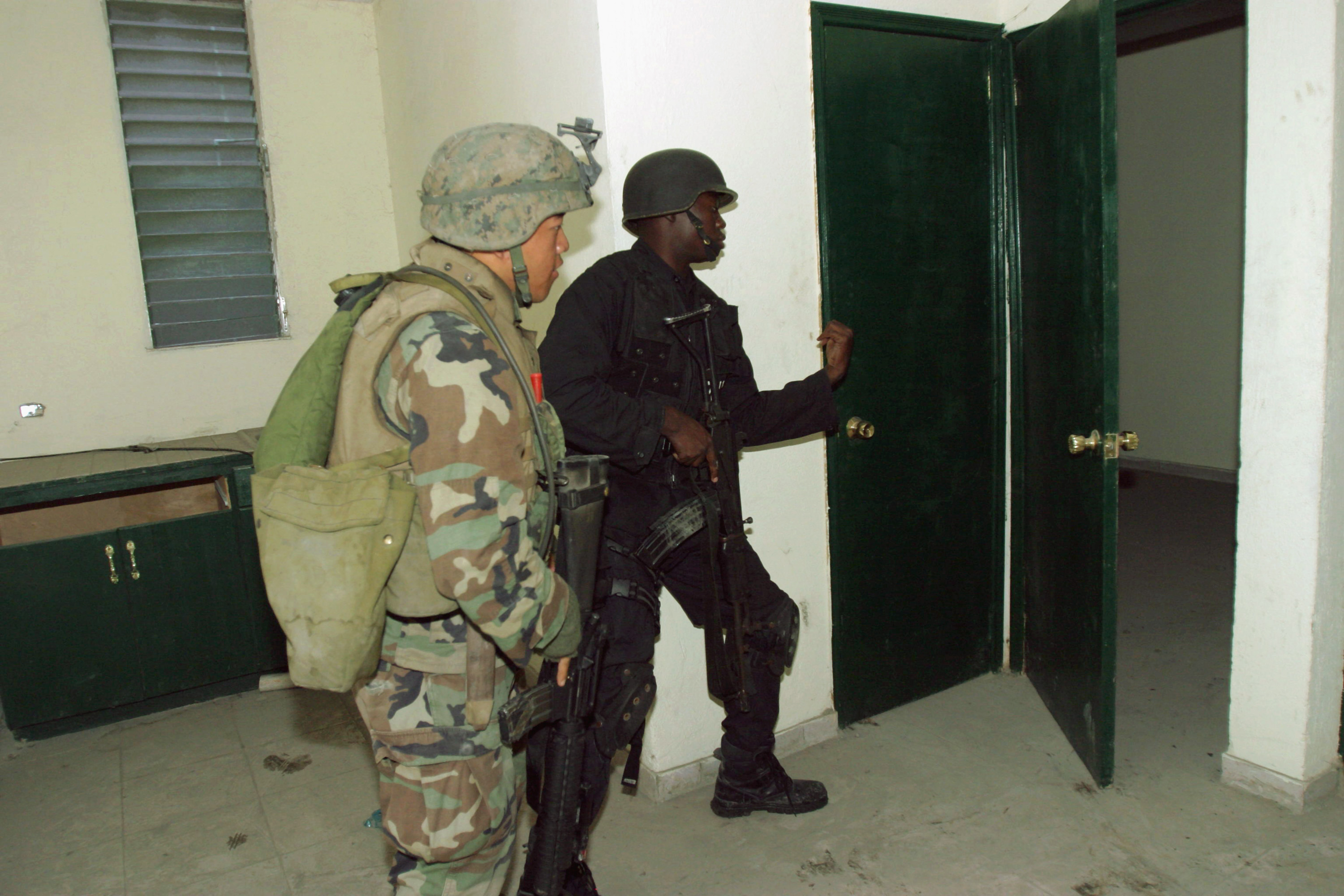
Marines und ein SWAT Mitglied durchsuchen ein Gebäude

Die Groupe d’Intervention de la Police Nationale d’Haïti, kurz GIPNH, ist eine Spezialeinheit der Police Nationale d’Haïti. Die Einheit wird auch als Special Weapons and Tactics Squad kurz SWAT bezeichnet. Ihren Sitz hat sie in der Avenue Toussaint Louverture in der Nähe des Aéroport international Toussaint Louverture, Port au Prince. Im Jahr 2009 bestand die Einheit aus 46 Polizisten, davon 35 als Non Commissioned Officers und 11 Commissioned Officers. Es gibt sechs Teams, bestehend aus fünf bis sieben Teammitgliedern mit einem Teamleader und seinem Assistenten. Gegründet wurde die GIPNH im Jahr 1996.
Der Auftrag besteht darin, Antiterroroperationen, Operationen gegen die organisierte Drogenkriminalität und sonstige Hochrisikoeinsätze durchzuführen. Daneben soll sie auch bei Gefängnisaufständen eingesetzt werden.

## Ausrüstung
Die eigenen Fahrzeuge der Einheiten sind in einem schlechten Zustand und daher kann die Einheit nicht schnell eingreifen. Die zwei gepanzerten Fahrzeuge, welche von der US-Regierung gespendet wurden, sind zu groß für die engen Gassen. Daher werden auch Nissan-Patrol-Fahrzeuge der UNPOL benutzt, um überhaupt mobil zu sein.
Die Einheit hat folgende Waffen:
- M1 Grand, 11 Stück
- M14, 14 Stück
- Ein FN FAL
- AK-47, 4 Stück
- Ein AR-18
- T65, 6 Stück
- Ein IMI Galil
- M4, 20 Stück
- MP5, 7 Stück
- Schrotflinten, 9 Stück
- Granatwerfer, 2 Stück
- Uzi
- 33 Pistolen von Beretta im Kaliber 9 × 19 mm
- 26 Pistolen von Smith & Wesson im Kaliber 9 × 19 mm
- 21 Revolver

Daneben hat die Einheit auch noch Nachtsichtgeräte.